# Francisco Etxeberria
Francisco Etxeberria Gabilondo (Beasáin, Guipúzcoa, 14 de febrero de 1957) es un antropólogo forense español. Doctor en Medicina por la Universidad del País Vasco (1991), es médico especialista en Medicina legal y forense y especialista en Antropología y biología forense de la Universidad Complutense de Madrid. Es profesor titular de Medicina legal y forense en la Universidad del País Vasco, presidente del departamento de Antropología física de la Sociedad de Ciencias Aranzadi, de la cual fue presidente, presidente de la sección de Medicina legal y forense de la Academia de Ciencias Médicas de Bilbao y profesor del Instituto Vasco de Criminología, en donde ha sido secretario y subdirector. En 2020 fue nombrado asesor del Gobierno de España en materia de memoria histórica.

## Investigaciones forenses
Algunos de sus estudios forenses han tenido especial relevancia social y han contado por ello con una amplia difusión.

### Informes sobre torturas
Ha participado como perito judicial en muchos procesos judiciales, dentro y fuera de España, incluyendo casos de torturas por parte de las fuerzas del orden españolas y en el Caso Lasa y Zabala. Sus críticas a los estamentos judiciales españoles en relación con la tortura y la impunidad que, a su entender, se da en ese grave asunto, son durísimas. En marzo de 2014 el Gobierno Vasco le encargó que dirigiera la elaboración de una investigación sobre la tortura en el País Vasco entre 1960 y 2010, con el objetivo de desvelar su incidencia real en dicho periodo y «establecer las conclusiones en materia de reconocimiento, reparación y prevención que pudieran tener lugar».

### Memoria histórica de la guerra civil española
Desde el año 2000, ha participado activamente en la exhumación de fosas de personas asesinadas y desaparecidas durante la guerra civil española y la posterior dictadura franquista. En ese año exhumó en León la primera fosa común que contenía restos de trece desaparecidos durante la dictadura franquista. Etxeberría ha formado un equipo de trabajo compuesto por historiadores, antropólogos, médicos forenses, arqueólogos, psicólogos, además de otros voluntarios. También asesoró, junto a otros expertos, al juez Baltasar Garzón en su causa sobre la Memoria histórica de la guerra civil española y el franquismo.

### Muertes de Víctor Jara y Salvador Allende
Participó, en 2009, en la exhumación y autopsia de los restos del cantautor chileno Víctor Jara, que fue asesinado durante el golpe de Estado de Augusto Pinochet en 1973.
Participó, asimismo, en el análisis realizado en 2011 sobre los restos del expresidente chileno Salvador Allende, casi cuarenta años después de su muerte. Ese estudio permitió concluir que Salvador Allende se había suicidado y, por tanto, no había sido asesinado.

### Restos de los hijos de José Bretón
A petición de la madre de los niños desaparecidos, Etxeberria realizó un informe pericial que reveló la existencia de fragmentos óseos humanos (que podrían corresponder a niños de dos y seis años) en los restos de una hoguera encontrada en la finca familiar de José Bretón, padre de dichos niños y autor de su desaparición. Este decisivo informe contradecía el estudio efectuado por la antropóloga forense de la policía científica, Josefina Lamas, según el cual los huesos eran de animales, y fue confirmado por un tercer análisis, hecho por el antropólogo José María Bermúdez de Castro. Este caso había conmocionado a la opinión pública española y el informe de Etxeberria alcanzó una gran resonancia en los medios de comunicación.

### Lugar de enterramiento de Miguel de Cervantes
Francisco Etxeberria formó parte de un equipo multidisciplinar para identificar los restos del escritor español Miguel de Cervantes que se encontraban en algún lugar del Convento de las Trinitarias Descalzas de Madrid. Como resultado de las investigaciones históricas, antropológicas y forenses de diversos cuerpos inhumados, los investigadores concluyeron en marzo de 2015 que se podía establecer que algunos restos óseos eran los del escritor y también los de su esposa aunque sin poderlo afirmar con certeza absoluta.

## Premios y reconocimientos
- Premio Derechos Humanos “Gipuzkoa Giza Eskubideak 2006” de la Diputación Foral de Guipúzcoa, por la trayectoria académica y profesional en el campo de la Medicina Forense.[24]
- Premio Derechos Humanos “Rene Cassen 2007” del Gobierno Vasco concedido al equipo que dirige en la Sociedad de Ciencias Aranzadi por el proyecto de investigación sobre los desaparecidos de la Guerra Civil.
- Premio de Humanidades, Cultura, Artes y Ciencias Sociales “Eusko Ikaskuntza 2013”, ex aequo con la economista Mari Carmen Gallastegui, por la labor investigadora que ambos han desarrollado en sus facetas profesionales.[25]
- Premio “9M por las personas desaparecidas” de la Fundación Europea por las Personas Desaparecidas, en reconocimiento a su excelencia como forense.[26]
- Premio Gernika por la Paz y la Reconciliación, concedido en 2016 por su labor en la recuperación de la memoria histórica.[27]
- XVIII Premio Manuel de Irujo, concedido en 2018.[28]

## Obra
Entre otros:
- Estudio de la patología ósea en poblaciones de época alto medieval en el País Vasco: Santa Eulalia y los Castros de Lastra. San Sebastián: Editorial Eusko-Ikaskuntza, D.L. 1984. ISBN 84-86240-12-3.
- Gaitza eta heriotza Euskal Herriko iraganean: hauen ikerketa paleopatologian zeha. Bilbao: Mensajero, D.L. 1995. ISBN 84-271-1938-0.
- Gipuzkoako karst eta leizezuloak. Carlos Galán, Francisco Etxeberria Gabilondo. San Sebastián: Gipuzkoako Foru Aldundia, Kultura eta Turismo Departamentua. Diputación Foral de Guipúzcoa, Departamento de Cultura y Turismo, D.L. 1994. ISBN 84-7907-132-X.